# Psyllocamptus bermudae
Psyllocamptus bermudae är en kräftdjursart som beskrevs av Willey 1932. Psyllocamptus bermudae ingår i släktet Psyllocamptus och familjen Ameiridae. Inga underarter finns listade i Catalogue of Life.